# Paracletus donisthorpei
Paracletus donisthorpei är en insektsart. Paracletus donisthorpei ingår i släktet Paracletus och familjen långrörsbladlöss. Inga underarter finns listade i Catalogue of Life.